# Mangroves du plateau de la Sonde
Localisation
Les mangroves du plateau de la Sonde forment une écorégion terrestre définie par le Fonds mondial pour la nature (WWF), qui appartient au biome des mangroves de l'écozone indomalaise. Elle est constituée de multiples zones le long des côtes de Bornéo et du Nord de Sumatra.
L'écorégion fait partie de la liste « Global 200 » du WWF sous le nom de « mangroves des grandes îles de la Sonde ».

## Flore
Les mangroves des grandes îles de la Sonde sont constituées d'arbres et d'arbustes palétuviers. Elles s'organisent du bord de la mer à la terre ferme de la façon suivante :
- Sonneratia et Avicennia dont l'Avicennia marina sont très résistant à la salinité ; ils se développent en bord de mer. Ce sont les espèces pionnières car elles sont les premières à pousser dans la mangrove.
- Rhizophora dont le Rhizophora mucronata se développent ensuite en arrière, formant une barrière de racines souvent pratiquement impénétrable où pullulent des nués de moustiques et de multiples insectes dont parfois de magnifiques lucioles bioluminescentes.
- et enfin Bruguiera dont le Bruguiera gymnorhiza encore plus en arrière et jusqu'à la terre ferme ainsi que le palmier Nypa fruticans le long des cours d'eau boueux[1].

## Faune
Les mangroves abritent notamment plusieurs oiseaux comme le Chevalier gambette, le Pélican à bec tacheté et le Martin-chasseur gurial, deux crocodiles, le Gavial de Schlegel et le Crocodile marin, ainsi qu'un cétacé, le Dauphin de l'Irrawaddy.
C'est également l'un des habitats principaux du nasique Long nez.

## Menaces
Peu affectées par l'exploitation forestière à grande échelle jusqu'en 1975, ces mangroves constituent désormais les forêts les plus menacées de l'archipel. Sumatra possède de vastes mangroves le long de sa côte orientale, mais l'île continue à perdre de sa végétation naturelle plus rapidement que n'importe quelle autre région en Indonésie. Les mangroves de Kalimantan sont un peu plus intactes, mais sont également menacées par l'agriculture, le développement et les établissements humains. La dégradation des océans, le montée du niveau marin et les risques de pollution marine contribuent aussi à la dégradation de cet habitat. Localement des opérations de restauration existent, sans lien à ce jour avec le Défi de Bonn.